# Рейтинг недієздатності держав

Ілюстрування рейтингу 2013 року

Порівняння рейтингів недієздатності держав
з 2005 по 2013 рік
Критична ситуація
Погана стабільність/небезпечний рівень ризиків
Немає даних
Помірна стабільність
Зразкова стабільність

Рейтинг крихких держав (англ. Fragile States Index); до 2014 року — Рейтинг недієздатних держав (англ. Failed States Index) — рейтинг, розроблений Фондом миру, який почали формувати періодично з 2005 року для всіх країн світу.
Метою складання рейтингу є аналізувати здатності держав контролювати цілісність своєї території, політичну, демографічну, економічну та соціальну ситуацію в країні.
За рейтингом, «недієздатніші» країни набирають більше очок і посідають вищі місця в переліку; натомість, найуспішніші держави набирають найменше очок і посідають у рейтингу останні місця.
Оцінка виробляється за такими складниками:
- демографічний тиск (визначається густотою населення та наявністю протиборчих етнічних груп);
- рівень еміграції;
- рівень економічної нерівності;
- економічне становище;
- криміналізація держави;
- роздрібненість у силових структурах й еліті;
- переміщення біженців усередині країни;
- зростання реваншистських настроїв;
- кількість послуг держави;
- дотримання законів і прав людини;
- зовнішнє втручання (ризики іноземного втручання в політичні й військові суперечки, а також залежність від зовнішнього фінансування).

## Україна
Зміна рейтингу України :
- 2005 — 39-те місце;
- 2006 — 86-те місце;
- 2007 — 106-те місце;
- 2008 — 108-ме місце;
- 2009 — 110-те місце;
- 2010 — 109-те місце;
- 2013 — 117-те місце;
- 2014 — 113-те місце;
- 2015 — 84-те місце;
- 2016 — 85-те місце;
- 2017 — 90-те місце;
- 2018 — 86-те місце;
- 2019 — 91-ше місце;
- 2020 — 92-ге місце;
- 2021 — 91-ше місце;
- 2022 — 92-ге місце;
- 2023 — 18-те місце;

## Інші держави
У рейтингу 2010 Росія посідає 80-е місце, поліпшивши своє становище на 9 щаблів порівняно з рейтингом 2009 року. Вище Росії з республік колишнього СРСР знаходяться Узбекистан (36-е місце), Грузія (37-е місце), Таджикистан (38-е місце), Молдова (58-е місце), Азербайджан (55-е місце) та Туркменістан (65-е місце). Нижче (краще) Росії в рейтингу Білорусь (82-е місце), Вірменія (101-е місце), Казахстан (103-е місце), Україна (109-е місце), Латвія (136-е місце), Естонія (140-е місце), а також Литва (146-е місце), що є за цим рейтингом найстійкішою державою з колишніх радянських республік. 
Найнедієздатніша держава — Сомалі (1-е місце), а найстійкіша — Норвегія (останнє, 177-е місце). КНР знаходиться на 62-му місці, США — на 158-му.
У 2012 Росія перемістилася на 83-е місце. А у 2016 - на 65.
У рейтингу 2021 року на першому місці — Ємен, наступні місця у десятці займають Сомалі, Сирія, Південний Судан, Демократична Республіка Конго, Центрально-Африканська Республіка, Чад, Судан, Афганістан та Зімбабве. Найстійкіші держави (у рейтингу з кінця): Фінляндія, Норвегія, Ісландія, Нова Зеландія та Данія. Росія займає 74-те місце, Білорусь — 98-ме. Україна знаходиться на 91-шій сходинці. 

## Найнестабільніші країни
див. також Список країн за Індексом недієздатності держав на 2009 рік

### 2018

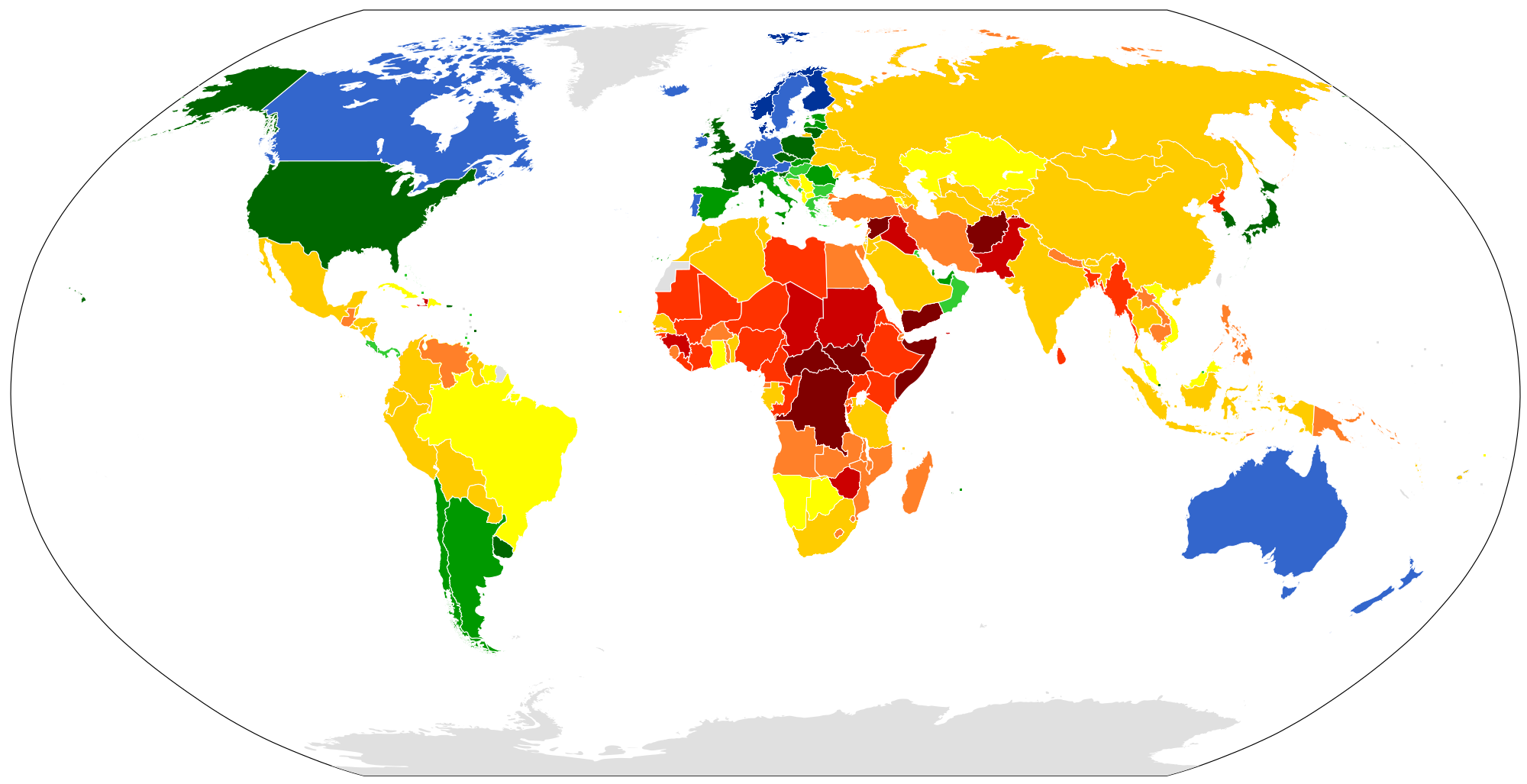
Небезпечна ситуація
Погана
Прийнятна
Показова

1. Південний Судан[6]
2. Сомалі
3. Ємен
4. Сирія
5. Центральноафриканська Республіка
6. ДР Конго
7. Судан
8. Чад
9. Афганістан
10. Зімбабве
11. Ірак
12. Гаїті
13. Гвінея

### 2017
1. Південний Судан[7]
2. Сомалі
3. Центральноафриканська Республіка
4. Ємен
5. Сирія
6. Судан
7. f ДР Конго
8. f Чад
9. f Афганістан
10. f Ірак
11. Гаїті
12. Гвінея
13. Зімбабве
14. Нігерія
15. Ефіопія

### 2016
1. Сомалі[8]
2. Південний Судан
3. Центральноафриканська Республіка
4. Ємен
5. Судан
6. Сирія
7. Чад
8. ДР Конго
9. Афганістан
10. Гаїті
11. Ірак
12. Гвінея
13. Нігерія
14. Пакистан
15. Бурунді
16. Зімбабве
17. Гвінея-Бісау
18. Еритрея
19. Нігер
20. Кенія

### 2015
1. Південний Судан (0)[9]
2. Сомалі (0)
3. Центральноафриканська Республіка (0)
4. Судан (+1)
5. ДР Конго (-1)
6. Чад (0)
7. Ємен (+1)
8. Сирія (+6)
9. Афганістан (-1)
10. Гвінея (+2)
11. Гаїті (-2)
12. Ірак (+1)
13. Зімбабве (-3)
14. Нігерія (+3)
15. Кот-д'Івуар (-1)
16. Пакистан (-5)
17. Гвінея-Бісау (-1)
18. Бурунді (+3)
19. Нігер (0)
20. Ефіопія (-1)

### 2014
1. Південний Судан (+3)[10]
2. Сомалі (-1)
3. Центральноафриканська Республіка (+6)
4. ДР Конго (0)
5. Судан (0)
6. Чад (-1)
7. Ємен (+1)
8. Афганістан (-1)
9. Гаїті (0)
10. Пакистан (+3)
11. Зімбабве (-1)
12. Гвінея (+2)
13. Ірак (0)
14. Кот-д'Івуар (0)
15. Сирія (Newly ranked)
16. Гвінея-Бісау (-1)
17. Нігерія (0)
18. Кенія (0)
19. Ефіопія (+1)
20. Нігер (-1)

### 2013

Небезпечна ситуація
Погана
Прийнятна
Показова

1. Сомалі (0)
2. ДР Конго (0)
3. Судан (0)
4. Південний Судан (Newly ranked)
5. Чад (-1)
6. Ємен (+2)
7. Афганістан (-1)
8. Гаїті (-1)
9. Центральноафриканська Республіка (+1)
10. Зімбабве (-5)
11. Ірак (-2)
12. Кот-д'Івуар (-1)
13. Пакистан (0)
14. Гвінея (-2)
15. Гвінея-Бісау (0)
16. Нігерія (-2)
17. Кенія (-1)
18. Нігер (+1)
19. Ефіопія (-2)
20. Бурунді (-2)

### 2012

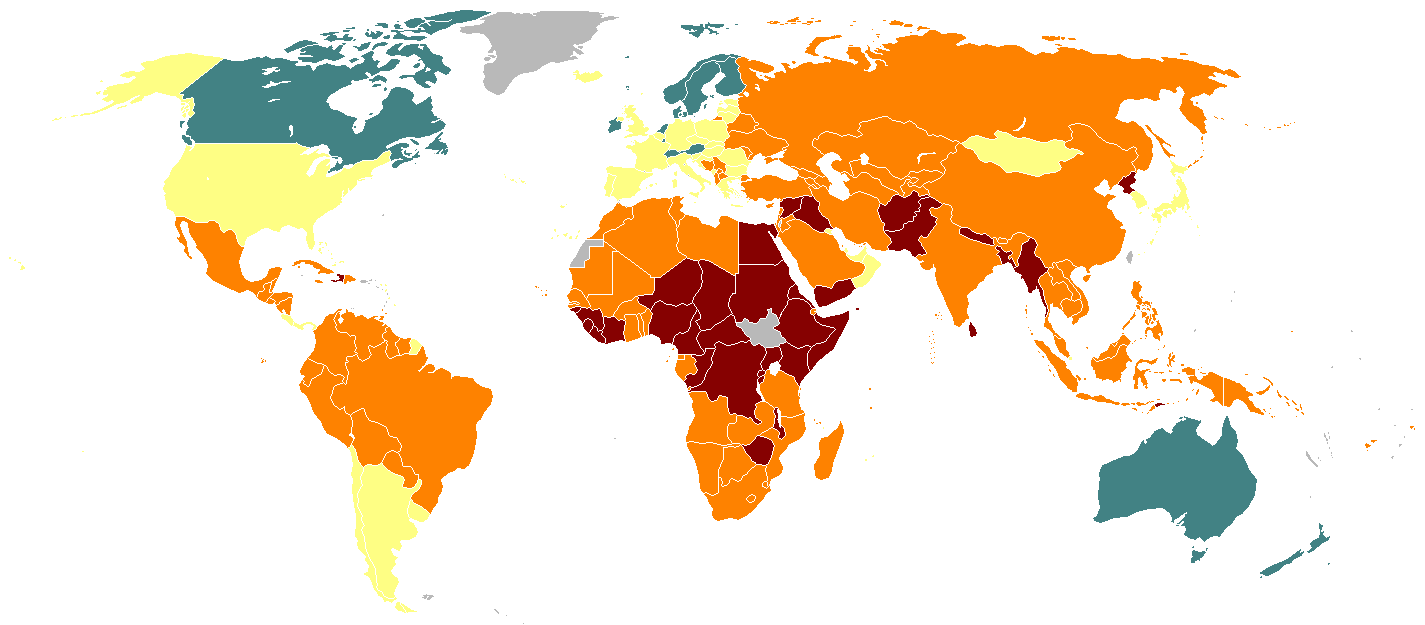
Критична ситуація
Погана стабільність/небезпечний рівень ризиків
Немає даних
Помірна стабільність
Зразкова стабільність

1. Сомалі (0)
2. ДР Конго (+2)
3. Судан (0)
4. Чад (-2)
5. Зімбабве (+1)
6. Афганістан (+1)
7. Гаїті (-2)
8. Ємен (+5)
9. Ірак (0)
10. Центральноафриканська Республіка (-2)
11. Кот-д'Івуар (-1)
12. Гвінея (-1)
13. Пакистан (-1)
14. Нігерія (0)
15. Гвінея-Бісау (+3)
16. Кенія (0)
17. Ефіопія (+3)
18. Бурунді (-1)
19. Нігер (-4)
20. Уганда (+1)

### 2011

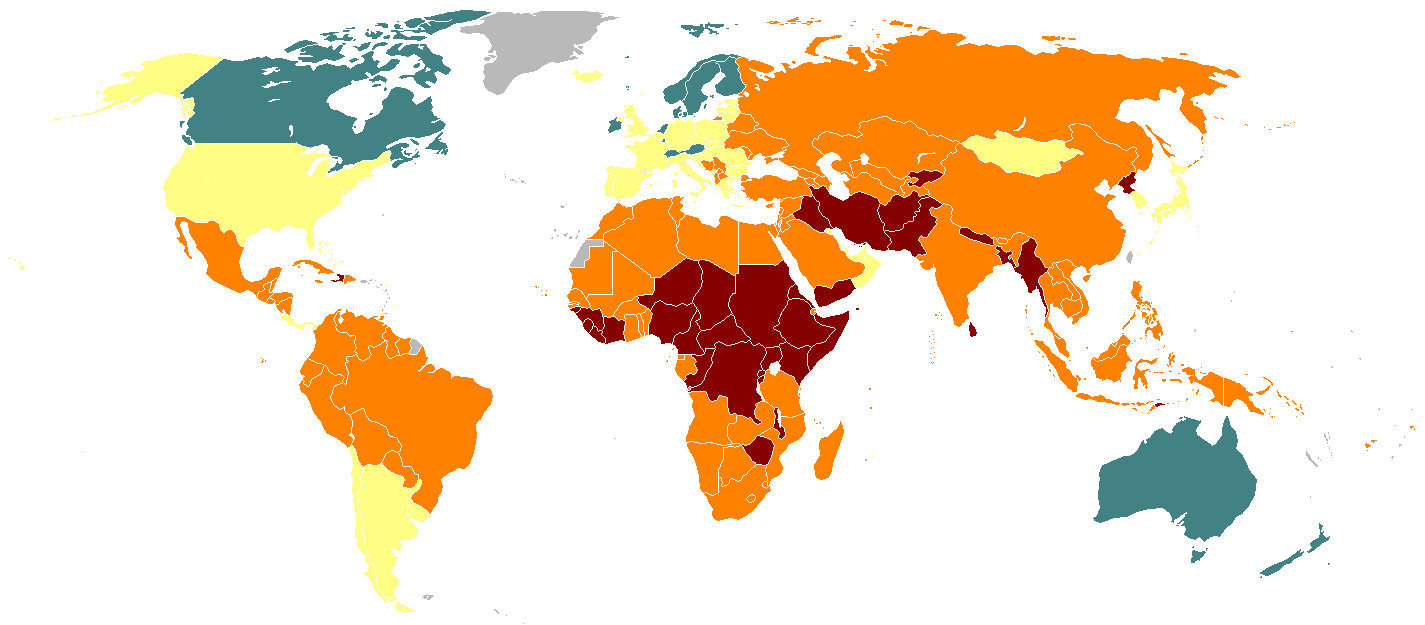
Критична ситуація
Погана стабільність/небезпечний рівень ризиків
Немає даних
Помірна стабільність
Зразкова стабільність

1. Сомалі (0)[14]
2. Чад (0)
3. Судан (0)
4. ДР Конго (+1)
5. Гаїті (+6)
6. Зімбабве (-2)
7. Афганістан (-1)
8. Центральноафриканська Республіка (0)
9. Ірак (-2)
10. Кот-д'Івуар (+2)
11. Гвінея (-2)
12. Пакистан (-2)
13. Ємен (+2)
14. Нігерія (0)
15. Нігер (+5)
16. Кенія (-3)
17. Бурунді (+6)
18. -  Гвінея-Бісау (+4)
19. -  М'янма (-2)
20. Ефіопія (-3)

### 2010

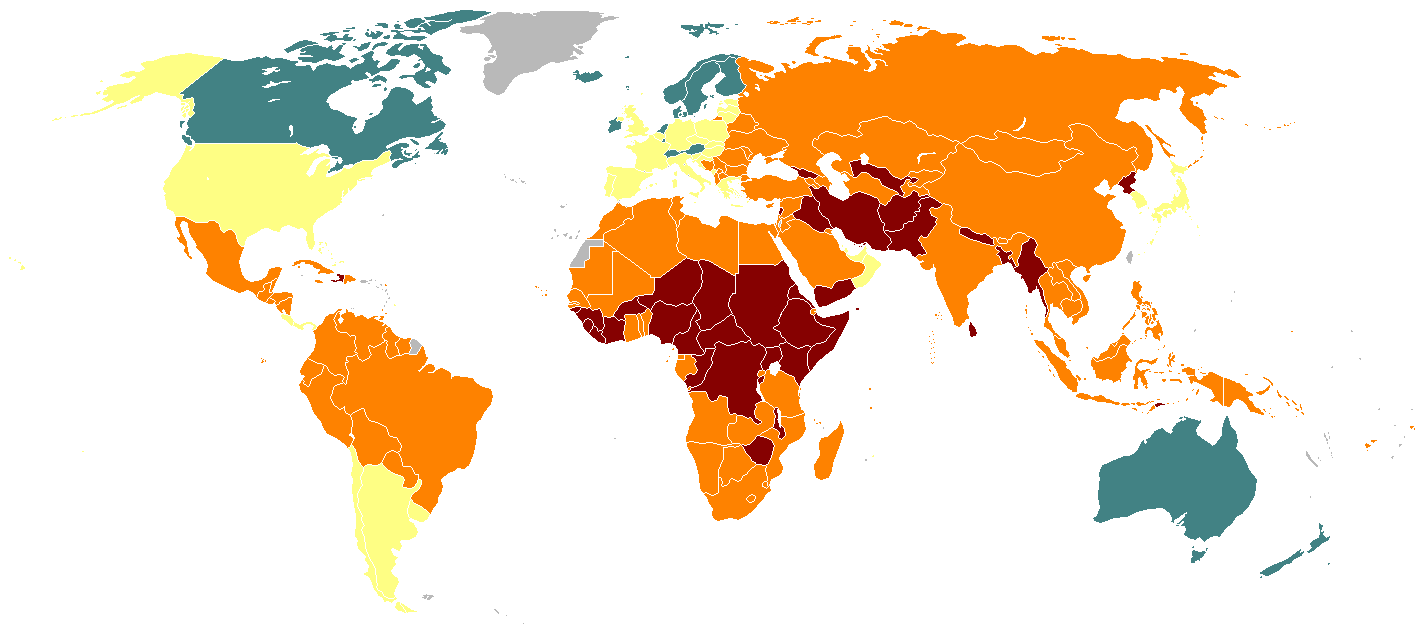
Критична ситуація
Погана стабільність/небезпечний рівень ризиків
Немає даних
Помірна стабільність
Зразкова стабільність

1. Сомалі (0)[15]
2. Чад (+2)
3. Судан (0)
4. Зімбабве (-2)
5. ДР Конго (0)
6. Афганістан (+1)
7. Ірак (-1)
8. Центральноафриканська Республіка (0)
9. Гвінея (0)
10. Пакистан (0)
11. Гаїті (+1)
12. Кот-д'Івуар (-1)
13. Кенія (+1)
14. Нігерія (+1)
15. Ємен (+4)
16. М'янма (-3)
17. Ефіопія (-1)
18. Східний Тимор (+2)
19. -  Північна Корея (-2)
20. -  Нігер (+4)

### 2009
1. Сомалі (0)[16]
2. Зімбабве (+1)
3. Судан (-1)
4. Чад (0)
5. ДР Конго (+1)
6. Ірак (-1)
7. Афганістан (0)
8. Центральноафриканська Республіка (+2)
9. Гвінея (+2)
10. Пакистан (-1)
11. Кот-д'Івуар (-3)
12. Гаїті (+2)
13. М'янма (0)
14. Кенія (+12)
15. Нігерія (+3)
16. Ефіопія (0)
17. Північна Корея (-2)
18. Ємен (+3)
19. Бангладеш (-7)
20. Східний Тимор (+5)

### 2008

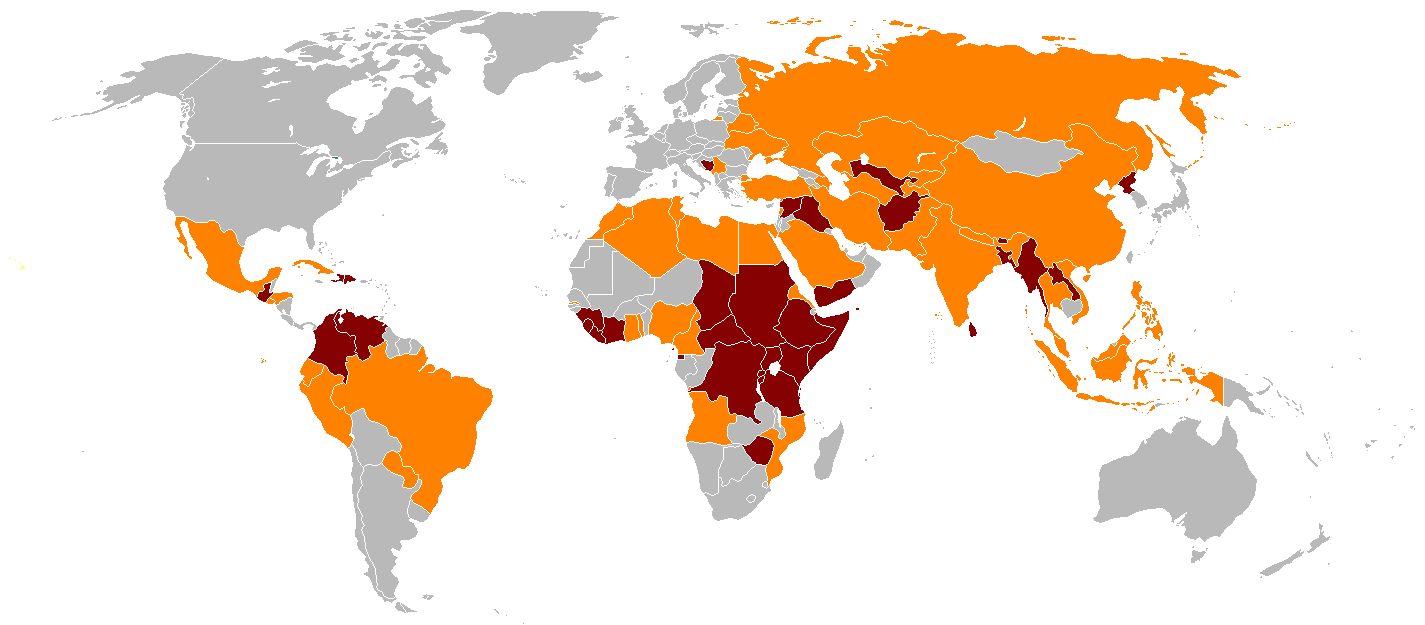
Критична ситуація
Погана стабільність/небезпечний рівень ризиків
Немає даних
Помірна стабільність
Зразкова стабільність

1. Сомалі (+2)[17]
2. Судан (-1)
3. Зімбабве (+1)
4. Чад (+1)
5. Ірак (-3)
6. ДР Конго (+1)
7. Афганістан (+1)
8. Кот-д'Івуар (-2)
9. Пакистан (+3)
10. Центральноафриканська Республіка (0)
11. Гвінея (-2)
12. Бангладеш (+4)
13. М'янма (+2)
14. Гаїті (-3)
15. Північна Корея (-2)
16. Ефіопія (+2)
17. Уганда (-1)
18. Ліван (+10)
19. Нігерія (-1)
20. Шрі-Ланка (+5)

### 2007

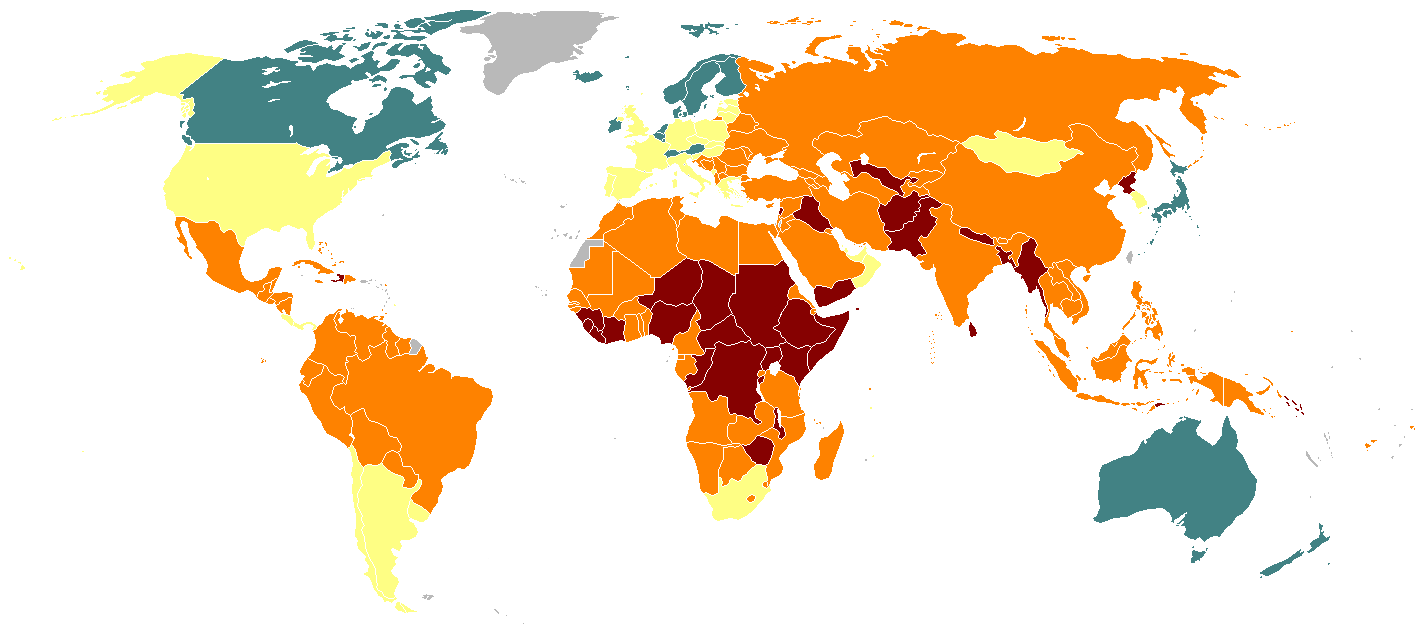
Критична ситуація
Погана стабільність/небезпечний рівень ризиків
Немає даних
Помірна стабільність
Зразкова стабільність

1. Судан (0)[18]
2. Ірак (+2)
3. Сомалі (+4)
4. Зімбабве (+1)
5. Чад (+1)
6. Кот-д'Івуар (-3)
7. ДР Конго (-5)
8. Афганістан (+2)
9. Гвінея (+2)
10. Центральноафриканська Республіка (+3)
11. Гаїті (-3)
12. Пакистан (-3)
13. Північна Корея (+1)
14. М'янма (+4)
15. Уганда (+6)
16. Бангладеш (+3)
17. Нігерія (+5)
18. Ефіопія (+8)
19. Бурунді (-4)
20. Східний Тимор (N/A)

### 2006

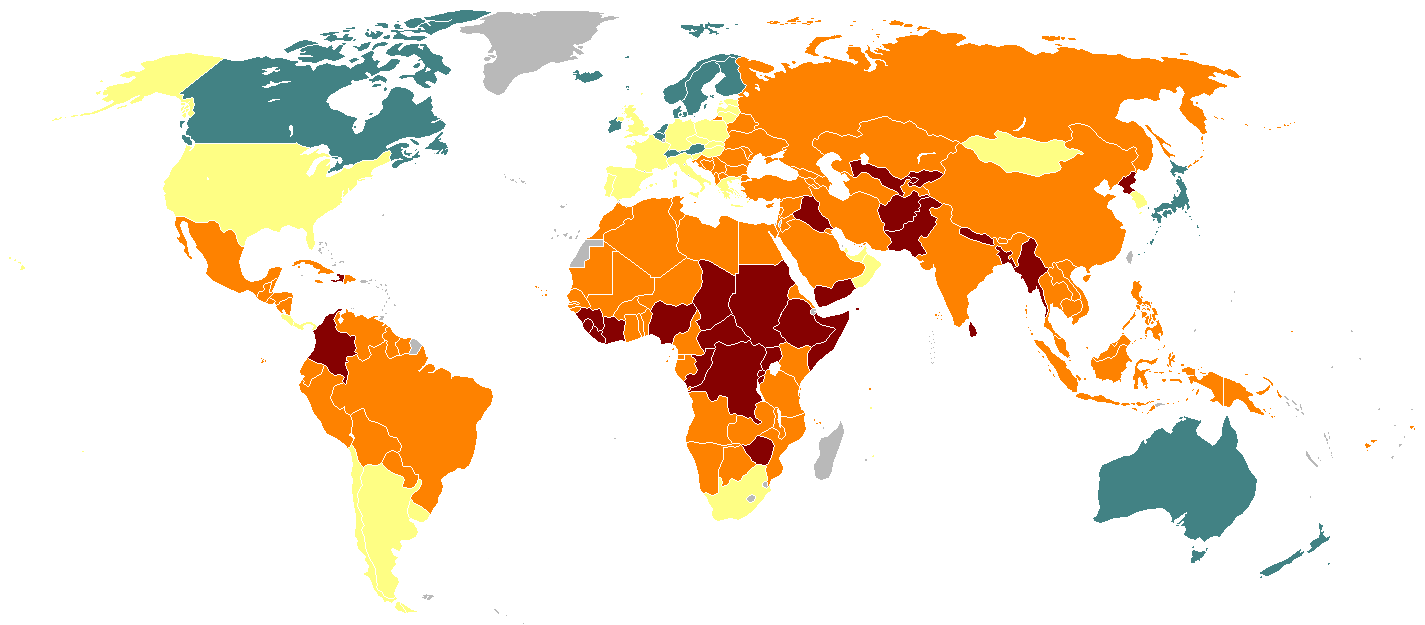
Критична ситуація
Погана стабільність/небезпечний рівень ризиків
Немає даних
Помірна стабільність
Зразкова стабільність

1. Судан (+2)[19]
2. ДР Конго (0)
3. Кот-д'Івуар (-2)
4. Ірак (0)
5. Зімбабве (+10)
6. Чад (+1)
7. Сомалі (-2)
8. Гаїті (+2)
9. Пакистан (+25)
10. Афганістан (+1)
11. Гвінея (+5)
12. Ліберія (-3)
13. Центральноафриканська Республіка (+7)
14. Північна Корея (-1)
15. Бурунді (+3)
16. Ємен (-8)
17. Сьєрра-Леоне (-11)
18. М'янма (+5)
19. Бангладеш (-2)
20. Непал (+15)

### 2005
1. Кот-д'Івуар[20]
2. ДР Конго
3. Судан
4. Ірак
5. Сомалі
6. Сьєрра-Леоне
7. Чад
8. Ємен
9. Ліберія
10. Гаїті
11. Афганістан
12. Руанда
13. Північна Корея
14. Колумбія
15. Зімбабве
16. Гвінея
17. Бангладеш
18. Бурунді
19. Домініканська Республіка
20. Центральноафриканська Республіка